# Rodriguezia bracteata
Rodriguezia bracteata é uma espécie nativa de orquídea da Mata Atlântica das regiões Sul e Sudeste do Brasil. É uma espécie de pequeno porte que na floração tem uma haste arqueada com numerosas flores brancas perfumadas, de 4 cm, e duas quilhas douradas no labelo. Seu habitat preferido são as florestas ombrófilas.